# Manuel Hermia

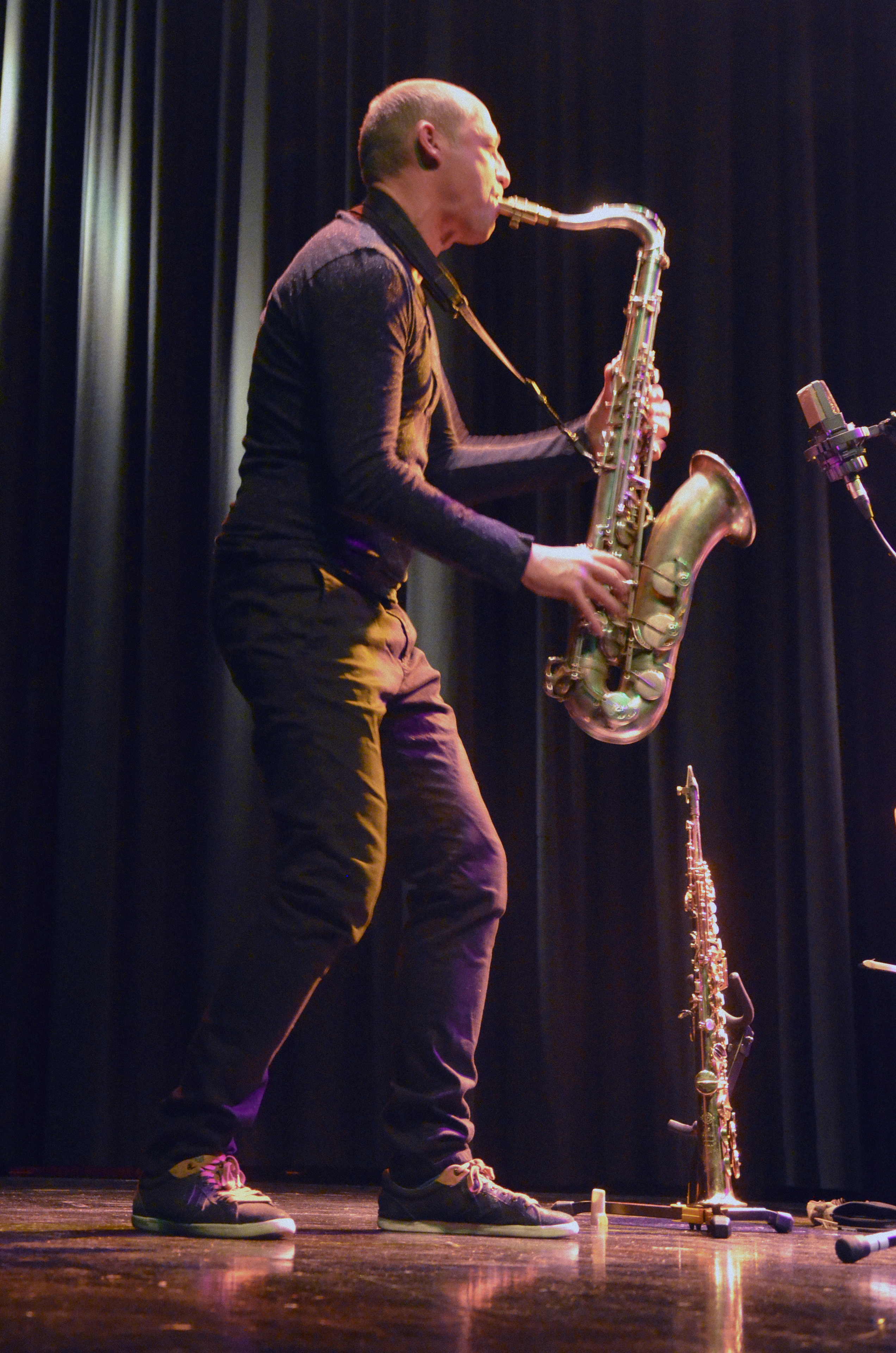
Manuel Hermia, 2018

Manuel Hermia (* 9. November 1967 in Rocourt (Liège)) ist ein belgischer Jazzmusiker (Alt-, Sopran- Tenorsaxophon, Bansuri, Komposition), der sich auch mit Improvisations- und Weltmusik beschäftigt.

## Leben
Hermia studierte am Königlichen Konservatorium Brüssel. Seit 1996 legt er Alben unter eigenem Namen vor. Seine Vielseitigkeit zeigt sich in der Vielfalt seiner Projekte: In seinem Quintett mit Jean-Paul Estiévenart erkundet er die Spielhaltung des Hard Bop der 1950er und 1960er Jahre. Sein Quartett (mit Erik Vermeulen am Klavier) nimmt die Errungenschaften des Free Jazz von John Coltrane auf und führt in dem Album L'Esprit du Val zu einer Fusion aus Jazz mit indischer Raga. In Slang, mit E-Bassist François Garny und Perkussionist Michel Seba, wendet er sich der elektrifizierten Weltmusik zu (zuletzt Pace of Mind mit dem indischen Sitarspieler Purbayan Chatterjee). Auf dem Album Le Murmure de l'Orient, einer Reihe von Bansuri-Duos in Begleitung von Majid Bekkas (Gimbri, Oud), Guo Gan (Erhu), Purbayan Chatterjee (Sitar), Khalid Kouhen (Daf) und Asad Qizilbash (Sarod) beschäftigt sich mit der Musik der Meditation. Sein Projekt Jazz for Kids mit dem Pianisten Pascal Mohy und dem Bassisten Sam Gerstmans geht von Kinderreimen aus, um Kinder an den Jazz heranzuführen. Dieser „kreative Zugang zur Musik auf der Basis von Improvisation“ stelle eine große Entdeckung in „einer zunehmend modellierten Welt“ dar.
Für Rajazz, seine Fusion von Raga und Jazz, hat Hermia eine musikwissenschaftliche Theorie entwickelt. Auch arbeitet er im Trio mit Sylvain Darrifourcq und Valentin Ceccaldi. In seinen Projekten hat er auch mit Jean-Louis Rassinfosse, Bruno Castellucci, Gino Latucca, Pierre Van Dormael, Sal La Rocca, Daniel Romeo, Nicolas Achten, Frédéric Malempré, Didier Laloy, Mamady Keïta, Kari Ikonen, Dobet Gnahoré, Manou Gallo, Fred Wesley, Zap Mama, Khadja Nin, Salvatore Adamo oder Dick Annegarn zusammen gearbeitet.
Seit 2014 ist er Professor für Saxophon am Königlichen Konservatorium Brüssel. Er ist auch der Vizepräsident der Fédération des Jeunesses Musicales Wallonie-Bruxelles.

## Preise und Auszeichnungen
Hermia erhielt 2005 mit der Gruppe Slang die Octave de la musique in der Kategorie Jazz. Für das Album Long Tales & Short Stories, das er mit seinem Trio einspielte, wurde er 2011 wiederum mit der Octave de la musique in der Kategorie Jazz ausgezeichnet. 2017 wurde er mit dem Prix Sabam Jazz geehrt.

## Diskographische Hinweise
- Orchestra Nazionale della Luna: Selene’s View (BMC, 2024)
- Joël Rabesolo | Julien Marga | Nicolas Puma | Lucas Vanderputten + Manuel Hermia: Rahona (Homerecords.be, 2020)
- Jazz for Kids (Kids Avatars, 2016)
- Hermia / Ceccaldi / Darrifourcq: God at the Casino (Babel Label, 2015)
- Manuel Hermia Trio: Austerity… and What About Rage? (Igloo Records, 2015)
- Slang & Purbayan Chatterjee: Pace Of Mind (Its On The Way, 2015)
- Le Murmure de l'Orient, Vol. II (Igloo Records, 2012)
- Long Tales and Short Stories (Igloo Records, 2010)
- Rajazz (Igloo Records, 2006)
- Le Murmure de l'Orient, Vol. I (Igloo Records, 2005)
- L'Esprit du Val (Igloo Records, 1999)
- Fred Wilbaux, Manuel Hermia & Nicolas Thys: Chronaxie (Igloo Records, 1996)